# Milica Šnajder Huterer
Milica Šnajder-Huterer, bosanskohercegovska pianistka in pedagoginja * 22. december 1938, Sarajevo, BiH, † 2. julij 2023, Ljubljana, Slovenija.

## Življenjepis
Diplomirala je na Akademiji za glasbo v Sarajevu pri prof. Matusji Blum 1963, in potem pri isti profesorici končala tudi podiplomski študij 1965. Kot štipendistka francoske vlade se je izpopolnjevala v Parizu v razredu znanega pianista in pedagoga Pierra Sancana. Koncertirala je v bivši Jugoslaviji in več evropskih državah - Franciji, Poljski, Grčiji, Madžarski, Romuniji, Bolgariji, ter večkratno v Sovjetski Zvezi. Sodelovala je z velikimi solisti, kot so Andre Navara, Boris Pergamenščikov i z velikimi dirigenti kot so Danon, Pozajić, Spasić, Homen, Haknazarov, Vladigerov, Dudkin, Thymis, Natanek, Schmidt, in mnogi drugi. 
Dolgo let je bila profesorica na Akademiji za glasbo v Sarajevu, med letoma 1983 in 1985 je bila dekan te ustanove. V njenem razredu je diplomiralo več deset študentov, ki zdaj uspešno delujejo po celem svetu. Nekaj jih je tudi v Sloveniji. Od leta 1993 deluje v Sloveniji kot klavirska pedagoginja na Glasbeni šoli Fran Korun Koželjski v Velenju in na SGBŠ v Ljubljani. 
Kot umetnica in pedagoginja je dobila več priznanj in nagrad, med katerimi so Šestaprilska nagrada mesta Sarajeva (1983) in nagrada Združenja Glasbenih Umetnikov BiH (1971). Častna je članica Zveze Pedagogov Jugoslavije (1986).